# Élisabeth Desbiens
Élisabeth Desbiens (née le 11 janvier 1988 à Montréal, au Québec) est une scénariste, réalisatrice et productrice canadienne.

## Biographie
Élisabeth Desbiens a grandi à Wentworth-Nord, dans les Laurentides. Elle obtient un diplôme en arts et technologies dans les médias au Cégep de Jonquière en 2008. À la suite d'une blessure, elle met fin à ses études en danse à l'École de danse de Québec et se rend ensuite à Montréal afin de poursuivre sa carrière artistique. 

## Carrière
Élisabeth Desbiens est d'abord reconnue pour réaliser des films où la danse est centrale,. Ses films Danser à Montréal (2013) et Danser à Paris (2013) son diffusés sur tou.tv. Elle a son agence en danse à Montréal, Move agence artistique.
Elle scénarise et auto-produit le court métrage Le Monstre en 2013 et le film est présenté dans plusieurs festivals dont le Festival de cinéma de la ville de Québec.
Dans la même année, dans le cadre du concours Cours écrire ton court organisé par la Société de développement des entreprises culturelles au Québec et avec l'aide du scénariste et réalisateur Simon Lavoie (Le Déserteur, Le Torrent), elle se voit remettre le prix Sodec-Sartec pour l'adaptation du recueil de poésie Était une bête de l'autrice Laurance Ouellet-Tremblay. Le court métrage est produit en 2014 par Films du Boulevard et le producteur Réal Chabot. Il reçoit le Prix coup de cœur du jury au Festival Regard sur le court métrage au Saguenay en 2015.
Élisabeth reçoit le Prix Relève Montérégie et réalise le vidéoclip Savage de la compositrice et interprète Alexiane Silla en 2019. Elle produit le court métrage Time Space Love de Marie-Louise Gariépy en 2023.

## Filmographie

### Courts métrages
- 2010 : Move
- 2013 : Danser à Montréal[13]
- 2013 : Danser à Paris[14]
- 2013 : Le Monstre[15]
- 2014 : Incensed[16]
- 2014 : Jordan Matter in Montreal[17]
- 2015 : Était une bête[18]
- 2017 : Lola et Claire[19]

### Vidéoclips
- 2013 : Norway[20], The Bright Road
- 2019 : Savage[21], Alexiane Silla

### Séries
- À venir : Haut et Fort[22]

## Productrice

### Courts métrages
- 2023 : Time Space Love[23], de la réalisatrice Marie-Louise Gariépy